# Biederbach
Biederbach es un municipio en el distrito de Emmendingen en Baden-Wurtemberg, Alemania.